# Ngựa Mangalarga Marchador
Ngựa Mangalarga Marchador là một giống ngựa có nguồn gốc từ Brazil. Giống ngựa này là một giống lai có nguồn gốc từ các con ngựa Lusitano Bồ Đào Nha và ngựa Bắc Phi (Barb), chúng được đánh giá cao về vẻ đẹp, trí thông minh, tính tình và dáng đi uyển chuyển. Ngoài ra, ngựa giống này được ghi nhận về độ bền và tính linh hoạt của chúng trong một số công việc huấn luyện.

## Phân chia giống
Năm 1934, Hiệp hội các nhà lai tạo Mangalarga được thành lập. Những người sáng lập của nó muốn thiết lập một hướng rõ ràng để nhân giống và xác định chức năng của giống và đặc điểm mong muốn (đặc biệt là dáng đi). Họ đã đạt được phần lớn các mục tiêu từ năm 1812-1816, khi một số nhà lai tạo chuyển từ Minas Gerais (nơi giống ngựa này bắt nguồn) đến São Paulo. Họ đã bổ sung các dòng máu từ một số giống ngựa không có dáng đi, bao gồm (Ngựa Ả Rập, Ngựa Anglo-Ả Rập, Ngựa Thoroughbred, Ngựa Lusitano và Ngựa yên. Hiện các dấu tích các dòng máu này chỉ còn lại trong một vài dòng nữ của ngựa Mangalarga Marchador.
Mâu thuẫn dần dần lớn lên giữa những người muốn duy trì các mục tiêu ban đầu của giống ngựa và những người bảo vệ loại mới. Hiệp hội các nhà lai tạo Mangalarga đã đóng cuốn sách về giống vào năm 1943, chín năm sau khi thành lập. Một nhóm các nhà lai tạo không đồng ý với quyết định này đã gặp gỡ với nhau vào năm 1948 và thành lập Hiệp hội Mangalarga Marchador, trở thành ABCCMM. Mặc dù các tổ chức giống riêng biệt tồn tại cho Mangalarga và Mangalarga Marchador và các giống có dòng máu và hình dạng khác nhau, nhưng về bản chất và nguồn gốc của chúng tương tự nhau.
Ngày nay, với hơn 350.000 con ngựa đã được đăng ký, ABCCMM là cơ quan đăng ký lớn nhất của bất kỳ loại nào tại Minas Gerais. Châu Âu có số lượng ngựa Mangalarga Marchador lớn nhất bên ngoài Brazil.